# 短叶胡枝子
短叶胡枝子（学名：Lespedeza mucronata）为豆科胡枝子属下的一个种。

## 扩展阅读
- 維基物種上的相關：短叶胡枝子